# Roland Hanewald

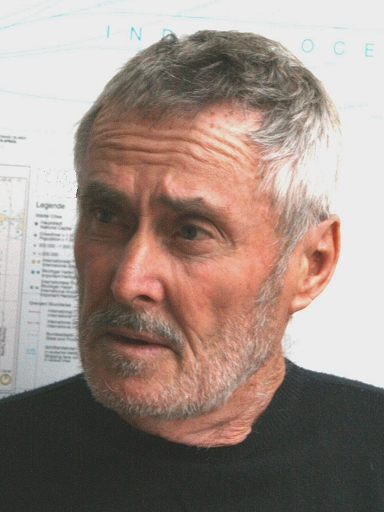
Roland Hanewald (2012)

Roland Hanewald (* 15. März 1942 in Cuxhaven) ist ein deutscher Reiseautor und Journalist.

## Leben
Roland Hanewald wurde 1942 in Cuxhaven geboren und befuhr über 20 Jahre lang als Offizier der Handelsmarine die Ozeane. Er lebte längere Zeit auf den Philippinen, die der Ausgangspunkt für seine ersten Reisen wurden. Zu Beginn der 1980er Jahre sattelte er auf freie Schriftstellerei und Journalistik um; seit 1995 lebt er in Neuenburg (Friesland).
Hanewald ist Autor von über 50 Büchern (darunter das Philippinen Abenteuer-Handbuch) und rund 1200 Fotoreportagen zu verschiedenen Ländern weltweit, die bislang in 44 Ländern und 18 Sprachen erschienen sind. Darüber hinaus gehören auch satirische Anmerkungen zu seinem Repertoire.

## Bücher
- Mona & Lisa : Putsch gegen die Zeit. Ein globaler Roman. Reise Know-How Verlag Rump, Bielefeld 2007, ISBN 978-3-8317-1600-5.
- Philippinen. (Mit Wolf Dietrich, Sylvia Mayuga, Albrecht Schaefer). Nelles-Verlag, München 2009, ISBN 978-3-922539-73-5.
- Spaß mit Sprachen. Kauderwelsch. Reise Know-How Verlag Rump, Bielefeld 1996, ISBN 3-89416-303-8.
- Around the World in 80 Days - Again! (Für und mit Ephraim Kishon). National Bookstore, Manila 1987, ISBN 971-10-0260-4.
- Mehr Spaß mit Sprachen. IFB-Verl. Dt. Sprache, Paderborn 2011, ISBN 978-3-942409-10-0.
- Sprachbuch Süd-Ost-Asien. Kauderwelsch-Sampler. Papilio Print Rump, Bielefeld 1986, ISBN 3-922376-33-9.
- More American slang (Medienkombination). Reise Know-How Verlag Rump, Bielefeld 2006, ISBN 978-3-8317-6211-8.
- Philippinen - Abenteuer-Handbuch. Peters-Publikationen, Berlin 1996, ISBN 3-923821-20-4.
- Inselfieber. Ein Vierteljahrhundert auf den Philippinen. Fernweh-Schmöker. Verlag Stein, Welver 2004, ISBN 3-89392-558-9.
- Handbuch für Tropenreisen. Reise Know-How Verlag Rump, Bielefeld 2003, ISBN 3-8317-1080-5.
- Philippinen. HB-Bildatlas. HB-Verlag, Ostfildern 2001, ISBN 3-616-06469-4.
- Essbare Früchte Asiens. Reise Know-How Verlag Rump. Bielefeld 2001, ISBN 3-89416-771-8.
- Das Tropenbuch. Leben und Überleben in tropischen und subtropischen Ländern. Peters-Publikationen, Berlin 1996, ISBN 3-923821-13-1.
- Ostfriesland, Oldenburger Land - HB-Bildatlas. Gemeinsam mit Schulz, Marc-Oliver. HB-Verlag, Ostfildern 2008, ISBN 978-3-616-06112-2.
- Nordseeküste Dänemark. Handbuch für individuelles Entdecken. Reise Know-How Verlag Rump, Bielefeld 2008, ISBN 978-3-8317-1898-6.
- Hollands Nordseeinseln. Handbuch für individuelles Entdecken. Reise Know-How Verlag Rump, Bielefeld 2007, ISBN 978-3-8317-1523-7.
- Nordseeküste Niedersachsens. Reise Know-How Verlag Rump, Bielefeld 2006, ISBN 978-3-8317-1456-8.
- Insel Amrum. Reise Know-How Verlag Rump, Bielefeld 2011, ISBN 978-3-8317-2059-0.
- Insel Norderney. Reise Know-How Verlag Rump, Bielefeld 2011, ISBN 978-3-8317-2056-9.
- Insel Borkum. Reise Know-How Verlag Rump, Bielefeld 2011, ISBN  978-3-8317-2046-0.
- Wandern im Watt. Praxis-Handbuch für die schönsten Watt-Routen der Nordseeküste. Reise Know-How Verlag Rump, Bielefeld 2003, ISBN 3-8317-1159-3.
- Insel Helgoland. Handbuch für individuelles Entdecken. Reise Know-How Verlag Rump, Bielefeld 2011, ISBN 978-3-8317-1954-9.
- Insel Langeoog. Handbuch für individuelles Entdecken. Reise Know-How Verlag Rump, Bielefeld 2009, ISBN 978-3-8317-1861-0.
- Insel Föhr. Handbuch für individuelles Entdecken. Reise Know-How Verlag Rump, Bielefeld 2010, ISBN 978-3-8317-1890-0.
- Insel Pellworm. Reise Know-How Verlag Rump, Bielefeld 2009, ISBN 978-3-8317-1795-8.
- Nordseeinsel Wangerooge. Reise Know-How Verlag Rump, Bielefeld 2010, ISBN 978-3-8317-1979-2.
- Sulong na, Mang Pinoy! (Ephraim Kishon für philippinische Leser, mit Flor Hanewald). National Bookstore, Manila 1984, ISBN 971-08-1828-7.
- Hello, Germany. National Bookstore, Manila 1986, ISBN 971-08-3289-1.
- Tagalog for Travelers. (Mit Flor Hanewald). National Bookstore, Manila 1987, ISBN 971-08-3798-2.
- Hello Germany. (Mit Flor Hanewald). Inca Books, Bensheim 1993, ISBN 3-929966-01-8.
- Le Tagalog de Poche. (Mit Flor Hanewald). Assimil, F-Chennevières-sur-Marne 1998, ISBN 2-7005-0232-9.

## Beiträge in Zeitschriften
- Schönwetter-Inseln mit Charme. Die Kapverden. DAS MAGAZIN, 4/2008, S. 76, Seitenstraßen Verlag, Berlin.
- Ganz schön alt! (Alte Menschen in der Dritten Welt). Zeitschrift „Eine Welt“ I,2ff, 2005, Missionshilfe Verlag, Hamburg.
- Robinsons Kirchen. Zeitschrift „Eine Welt“ V,24ff, 2007, Missionshilfe Verlag, Hamburg.
- Good Heavens - we forgot the Queen! Silver Kris Inflight Magazine (Singapore) Nr. 1/1997, S. 36–38.
- Grönlandsommer. Ethos (Berneck/Schweiz) Nr. 1/1997, S. 6–11.
- Viel Feng-Shui auf Norderney. Ostfriesland Magazin (Norden) Nr. 2/1998, S. 87–91.
- Filipinas: As Ilhas de Magalhaes. Volta ao Mundo (Lissabon) Nr. 3/1998, S. 70–83.
- Mopelia und die Lüge des Grafen Luckner. Blauwasser (Hamburg) Nr.  3/2005, S. 33–37.
- Mozartissimo. Augenlicht (Wangen/Allgäu) Nr. 4/2005, S. 50–51.
- Mit Kim Jong Il zu Tisch. In Asien (Frankfurt) Nr. 5/2009, S. 66–68.
- Vanuatu. Tauchen (Hamburg) Nr. 11/2010, S. 38–40.
- 1915/1916: Der Kampf um die Dardanellen. Deutsche Geschichte (Stegen) Nr. 3/2011, S. 60–64.
- Editorial / Bikini ist wieder offen! Aquanaut (Scherzingen/Schweiz) Nr. 7–8/2011, S. 3, 78–83.